# Piteira
Piteira (llamada oficialmente San Miguel da Piteira) es una parroquia y un lugar español del municipio de Carballino, en la provincia de Orense, Galicia.

## Toponimia
La parroquia también es conocida por el nombre de San Miguel de Piteira.

## Organización territorial
La parroquia está formada por ocho entidades de población:
- Carballeda
- Lama (A Lama)(La Lama)
- Piteira (A Piteira)
- Pol
- Sobrado
- Souto
- Valeiras
- Zafra

## Demografía

### Parroquia
| Gráfica de evolución demográfica de Piteira (parroquia) entre 2000 y 2022 |
|                                                                           |
| Datos según el nomenclátor publicado por el INE.                          |

### Lugar
| Gráfica de evolución demográfica de Piteira (lugar) entre 2000 y 2022 |
|                                                                       |
| Datos según el nomenclátor publicado por el INE.                      |